# Eduardo Vázquez Carrasco
Eduardo Vázquez Carrasco (Madrid, 2 de novembre de 1911 — ibíd., 17 de març de 2002) va ser un guionista radiofònic espanyol.

## Biografia
Considerat un dels més notables guionistes de la història de la ràdio en Espanya, la seva activitat inicial era la de ferroviari arribant a aprovar les corresponents oposicions a RENFE. Però l'esclat de la Guerra Civil Espanyola va canviar el seu rumb professional. Especialment dotat per a la literatura, una vegada finalitzat el conflicte, va compaginar el seu ús en una oficina d'una empresa elèctrica amb col·laboracions radiofòniques. Finalment acabaria consagrant-se a aquest últim ofici.
En 1954 va arribar el seu èxit més rotund: el serial Matilde, Perico y Periquín, que es va mantenir en les ones de la Cadena SER durant prop de dues dècades, fins a la mort en 1971 del seu protagonista masculí Pedro Pablo Ayuso. En 1967 va rebre el premi Antena de Oro en la categoria de Ràdio. En 1976 va posar en marxa el que seria últim gran serial de la història de la ràdio a Espanya, La Saga de los Porretas, en antena durant uns altres dotze anys. Finalitzada la radionovel·la, Vázquez es va retirar, però encara va tenir temps d'escriure els guions d'un parell d'episodis de la sèrie Farmacia de guardia, d'Antonio Mercero, per Antena 3.

## Obres
- Periquín y sus amigos (1960)